# Țuțcanii din Deal
Țuțcanii din Deal – wieś w Rumunii, w okręgu Neamț, w gminie Bahna. W 2011 roku liczyła 40 mieszkańców.